# Maria Hallman
Anna Maria Helena Hallman, ogift Svensson, född 30 december 1953 i Sävsjö församling i Jönköpings län, är en svensk debattör i Myresjö, som skrivit två självutgivna böcker
Tillsammans med maken Stefan Hallman (född 1958) är hon värd för de svenska direktsändningarna från den kristna TV-kanalen "TV Vision Heaven"[källa behövs]. De gifte sig 1986.

## Aktivism mot homosexuellas rättigheter och priderörelsen
Hallman har främst uppmärksammats för sitt arbete mot homosexuella rättigheter, bland annat då hon påstod att Guds vrede ska drabba Vetlanda om man arrangerade en pride-vecka 